# Prikkebeen (ep)
Prikkebeen is een ep van Boudewijn de Groot. Het bevat in de A-kant de twee liedjes van de single Prikkebeen van die artiest.
Het lied Prikkebeen was een arrangement van Cees Bruyn, de andere drie werden gearrangeerd door Bert Paige. Paige leidde zijn orkest wel in alle vier de tracks. Die drie laatste tracks vormen een drieluik.

## Muziek
| Nr. | Titel      | Duur |
| --- | ---------- | ---- |
| 1.  | Prikkebeen |      |
| 2.  | Eva        |      |

| Nr. | Titel           | Duur |
| --- | --------------- | ---- |
| 1.  | Tuin der lusten |      |
| 2.  | Megaton         |      |